# Corona (muziekgroep)
Corona is een Italiaanse dance- en popact, die bekend werd in 1994 met het nummer The Rhythm of the Night. Het gezicht van Corona was de Braziliaanse zangeres Olga Maria De Souza. Naast Souza was Francesco Bontempi het enige andere vaste bandlid, maar gedurende de jaren hebben vele schrijvers en producers hun bijdrage geleverd aan Corona.

## Biografie
In december 1993 bracht Corona hun debuutsingle The Rhythm of the Night uit, dat 13 weken achtereen op de eerste plaats van de Italiaanse hitlijsten stond. Het duurde echter een aantal maanden voor het nummer in de rest van Europa werd uitgebracht. Een remix van het nummer bereikte de 6e plaats van de Top 40 in mei 1994. In 1995 verscheen een album Rhythm of the night.
In 1998 kwam er een tweede album uit, Walking on music, dat uitkwam op het eigen label van Bontempi. Het album bevatte geen hitsingles. In 2000 bracht Olga Maria De Souza een derde album, getiteld And Me U uit. Bontempi was op dit album nog slechts co-schrijver van een aantal nummers, maar was verder niet bij de productie betrokken. De bandnaam werd hierop veranderd naar Corona X. Eind 2005 kwam Corona opnieuw in de Italiaanse hitlijsten terecht met het nummer Back in time en eind 2006 bracht De Souza een nieuw nummer uit onder de naam Corona getiteld I'll be your lady.
In 2007 coverde de Zweedse dance groep Sunblock het nummer Baby baby met originele zangeres Sandy Chambers, die hiervoor eindelijk de credits kreeg, die ze nooit ontving op Corona's album Rhythm of the night.

## Hitlijsten
| Single met eventuele hitnotering(en) in de Nederlandse Top 40 | Datum van verschijnen | Datum van binnenkomst | Hoogste positie | Aantal weken | Opmerkingen             |
| ------------------------------------------------------------- | --------------------- | --------------------- | --------------- | ------------ | ----------------------- |
| The rhythm of the night                                       | 1994                  | 21-05-1994            | 6               | 12           |                         |
| Baby baby                                                     | 1995                  | 29-04-1995            | 22              | 6            |                         |
| Try me out                                                    | 1995                  | 02-09-1995            | 32              | 3            | Dancesmash op Radio 538 |
| I Don't Wanna Be a Star                                       | 1995                  |                       | tip16           |              | Dancesmash op Radio 538 |

| Single met hitnotering(en) in de Vlaamse Ultratop 50 | Datum van verschijnen | Datum van binnenkomst | Hoogste positie | Aantal weken | Opmerkingen |
| ---------------------------------------------------- | --------------------- | --------------------- | --------------- | ------------ | ----------- |
| The rhythm of the night                              | 1994                  | 30-04-1994            | 13              | 10           |             |
| Baby baby                                            | 1995                  | 03-06-1995            | 46              | 3            |             |
| Try me out                                           | 1995                  | 19-08-1995            | 44              | 2            |             |